# 金川集团
金川集团股份有限公司，简称金川公司、金川集团，是中华人民共和国甘肃省的一家國有企業。位於金昌市。該公司也是甘肅省人民政府國有資產監督管理委員會的監管企業。主要業務為镍等有色金屬的開採和冶煉。
其前身為1959年6月创立的永昌镍矿，创立初期，该企业由白银有色金属公司代管。